# 1904年セントルイスオリンピックのアメリカ合衆国選手団
1904年セントルイスオリンピックのアメリカ合衆国選手団（1904ねんセントルイスオリンピックのアメリカがっしゅうこくせんしゅだん）は、1904年7月1日から11月23日にかけてアメリカ合衆国のミズーリ州セントルイスで開催された1904年セントルイスオリンピックのアメリカ合衆国選手団、およびその競技結果。

## 概要
今大会は金メダル78個、銀メダル82個、銅メダル79個の合計239個のメダルを獲得した。

## メダル
| メダル | 選手名 | 競技   | 種目                       |
| ------ | --- | ------ | -------------------------- |
| 金     | アーチー・ハーン                                                                                           | 陸上   | 男子60m                    |
| 金     | アーチー・ハーン                                                                                           | 陸上   | 男子100m                   |
| 金     | アーチー・ハーン                                                                                           | 陸上   | 男子200m                   |
| 金     | ハリー・ヒルマン                                                                                           | 陸上   | 男子400m                   |
| 金     | ジム・ライトボディ                                                                                         | 陸上   | 男子800m                   |
| 金     | ジム・ライトボディ                                                                                         | 陸上   | 男子1500m                  |
| 金     | トーマス・ヒックス                                                                                         | 陸上   | 男子マラソン               |
| 金     | フレデリック・シュール                                                                                     | 陸上   | 男子110mハードル           |
| 金     | ハリー・ヒルマン                                                                                           | 陸上   | 男子200mハードル           |
| 金     | ハリー・ヒルマン                                                                                           | 陸上   | 男子400mハードル           |
| 金     | ジム・ライトボディ                                                                                         | 陸上   | 男子2590m障害              |
| 金     | アーサー・ニュートン ジョージ・アンダーウッド ポール・ピルグリム ハワード・バレンタイン デビッド・マンソン | 陸上   | 男子4マイル団体            |
| 金     | サミュエル・ジョーンズ                                                                                     | 陸上   | 男子走高跳                 |
| 金     | チャールズ・ドボラク                                                                                       | 陸上   | 男子棒高跳                 |
| 金     | マイヤー・プリンスタイン                                                                                   | 陸上   | 男子走幅跳                 |
| 金     | マイヤー・プリンスタイン                                                                                   | 陸上   | 男子三段跳                 |
| 金     | レイ・ユーリー                                                                                             | 陸上   | 男子立幅跳                 |
| 金     | レイ・ユーリー                                                                                             | 陸上   | 男子立三段跳               |
| 金     | レイ・ユーリー                                                                                             | 陸上   | 男子立高跳                 |
| 金     | ラルフ・ローズ                                                                                             | 陸上   | 男子砲丸投                 |
| 金     | マーチン・シェリダン                                                                                       | 陸上   | 男子円盤投                 |
| 金     | ジョン・フラナガン                                                                                         | 陸上   | 男子ハンマー投             |
| 金     | マックス・エメリッチ                                                                                       | 陸上   | 男子三種競技               |
| 金     | チャールス・ダニエルス                                                                                     | 競泳   | 男子220ヤード自由形        |
| 金     | チャールス・ダニエルス                                                                                     | 競泳   | 男子440ヤード自由形        |
| 金     | ジョゼフ・ラディ レオ・グッドウィン ルイス・ハンドリー チャールス・ダニエルス                              | 競泳   | 男子4×50ヤード自由形リレー |
| 金     | ビールズ・ライト                                                                                           | テニス | 男子シングルス             |
| 金     | エドガー・レナード ビールズ・ライト                                                                        | テニス | 男子ダブルス               |
| 銀     | ウィリアム・ホーゲンソン                                                                                   | 陸上   | 男子60m                    |
| 銀     | ネイト・カートメル                                                                                         | 陸上   | 男子100m                   |
| 銀     | ネイト・カートメル                                                                                         | 陸上   | 男子200m                   |
| 銀     | フランク・ウォーラー                                                                                       | 陸上   | 男子400m                   |
| 銀     | ハワード・バレンタイン                                                                                     | 陸上   | 男子800m                   |
| 銀     | ウィリアム・ヴァーナー                                                                                     | 陸上   | 男子1500m                  |
| 銀     | タデウス・シデラー                                                                                         | 陸上   | 男子110mハードル           |
| 銀     | フランク・キャッスルマン                                                                                   | 陸上   | 男子200mハードル           |
| 銀     | フランク・ウォーラー                                                                                       | 陸上   | 男子400mハードル           |
| 銀     | ギャレット・サーヴィス                                                                                     | 陸上   | 男子走高跳                 |
| 銀     | リロイ・サムゼ                                                                                             | 陸上   | 男子棒高跳                 |
| 銀     | ダニエル・フランク                                                                                         | 陸上   | 男子走幅跳                 |
| 銀     | フレデリック・エンゲルハード                                                                               | 陸上   | 男子三段跳                 |
| 銀     | チャールズ・キング                                                                                         | 陸上   | 男子立幅跳                 |
| 銀     | チャールズ・キング                                                                                         | 陸上   | 男子立三段跳               |
| 銀     | ジョセフ・スタドラー                                                                                       | 陸上   | 男子立高跳                 |
| 銀     | ウェズリー・コー                                                                                           | 陸上   | 男子砲丸投                 |
| 銀     | ラルフ・ローズ                                                                                             | 陸上   | 男子円盤投                 |
| 銀     | ジョン・デウィット                                                                                         | 陸上   | 男子ハンマー投             |
| 銀     | ジョン・フラナガン                                                                                         | 陸上   | 男子重錘投                 |
| 銀     | ジョン・グリーブ                                                                                           | 陸上   | 男子三種競技               |
| 銀     | アダム・ガン                                                                                               | 陸上   | 男子十種競技               |
| 銀     | スコット・リアリー                                                                                         | 競泳   | 男子50ヤード自由形         |
| 銀     | チャールス・ダニエルス                                                                                     | 競泳   | 男子100ヤード自由形        |
| 銀     | フランシス・ゲイリー                                                                                       | 競泳   | 男子220ヤード自由形        |
| 銀     | フランシス・ゲイリー                                                                                       | 競泳   | 男子440ヤード自由形        |
| 銀     | フランシス・ゲイリー                                                                                       | 競泳   | 男子880ヤード自由形        |
| 銀     | デビッド・ハモンド ウィリアム・タトル ヒューゴ・ゲッツ レイモンド・ソーン                                  | 競泳   | 男子4×50ヤード自由形リレー |
| 銀     | ロバート・ルロイ                                                                                           | テニス | 男子シングルス             |
| 銀     | アルフォンゾ・ベル ロバート・ルロイ                                                                        | テニス | 男子ダブルス               |
| 銅     | フェー・モールトン                                                                                         | 陸上   | 男子60m                    |
| 銅     | ウィリアム・ホーゲンソン                                                                                   | 陸上   | 男子100m                   |
| 銅     | ウィリアム・ホーゲンソン                                                                                   | 陸上   | 男子200m                   |
| 銅     | ハーマン・グローマン                                                                                       | 陸上   | 男子400m                   |
| 銅     | エミール・ブライトクロイツ                                                                                 | 陸上   | 男子800m                   |
| 銅     | レイシー・ハーン                                                                                           | 陸上   | 男子1500m                  |
| 銅     | アーサー・ニュートン                                                                                       | 陸上   | 男子マラソン               |
| 銅     | レスリー・アッシュバーナー                                                                                 | 陸上   | 男子110mハードル           |
| 銅     | ジョージ・ポージ                                                                                           | 陸上   | 男子200mハードル           |
| 銅     | ジョージ・ポージ                                                                                           | 陸上   | 男子400mハードル           |
| 銅     | アーサー・ニュートン                                                                                       | 陸上   | 男子2590m障害              |
| 銅     | ルイス・ウィルキンス                                                                                       | 陸上   | 男子棒高跳                 |
| 銅     | ロバート・スタングランド                                                                                   | 陸上   | 男子走幅跳                 |
| 銅     | ロバート・スタングランド                                                                                   | 陸上   | 男子三段跳                 |
| 銅     | ジョン・ビラー                                                                                             | 陸上   | 男子立幅跳                 |
| 銅     | ジョセフ・スタドラー                                                                                       | 陸上   | 男子立三段跳               |
| 銅     | ローソン・ロバートソン                                                                                     | 陸上   | 男子立高跳                 |
| 銅     | レオン・フォイエルバッハ                                                                                   | 陸上   | 男子砲丸投                 |
| 銅     | ラルフ・ローズ                                                                                             | 陸上   | 男子ハンマー投             |
| 銅     | ジェームズ・ミッチェル                                                                                     | 陸上   | 男子重錘投                 |
| 銅     | ウィリアム・マーツ                                                                                         | 陸上   | 男子三種競技               |
| 銅     | トラクストン・ヘア                                                                                         | 陸上   | 男子十種競技               |
| 銅     | チャールス・ダニエルス                                                                                     | 競泳   | 男子50ヤード自由形         |
| 銅     | スコット・リアリー                                                                                         | 競泳   | 男子100ヤード自由形        |
| 銅     | フランシス・ゲイリー                                                                                       | 競泳   | 男子マイル自由形           |
| 銅     | ジェイミソン・ハンディ                                                                                     | 競泳   | 男子440ヤード平泳ぎ        |
| 銅     | アミディー・レイバーン グウィン・エヴァンス マーカート・シュワルツ ウィリアム・オルスウェイン              | 競泳   | 男子4×50ヤード自由形リレー |
| 銅     | アルフォンゾ・ベル                                                                                         | テニス | 男子シングルス             |
| 銅     | エドガー・レナード                                                                                         | テニス | 男子シングルス             |
| 銅     | ジョセフ・ウェア アレン・ウェスト                                                                          | テニス | 男子ダブルス               |
| 銅     | クラレンス・ギャンブル アーサー・ウェア                                                                    | テニス | 男子ダブルス               |